# ミリャナ・マルコヴィッチ
ミリヤナ・マルコヴィッチ（Mirjana Marković, 1942年7月10日 - 2019年4月14日）は、セルビアの政治家、学者、コラムニスト。スロボダン・ミロシェヴィッチの妻で強い影響力をもち敵対者からは「ベオグラードのマクベス夫人」と呼ばれた。1男1女あり。

## 来歴
第二次大戦で戦場となっているベオグラードの森で生まれた。両親はパルチザンだったが母親は彼女が生まれてすぐに戦場に戻り裏切り者として1944年に射殺された。父親は戦後、彼女を地方都市にいる妻の両親に預けた。
高校生のときに同級生ミロシェヴィッチと付き合い始める。そろってベオグラードの大学に進学し1965年に卒業すると結婚してベオグラード大学の講師になった。夫が出世すると同時に彼女も出世し大学教授になった。1994年にみずから政党「ユーゴスラビア左翼連合」を結成。数年で内政・外交面で大変な影響力を持つようになった。この権力を使って莫大な収入を得て反対派を弾圧した。
2001年にミロシェヴィッチが自宅で逮捕されると毎日拘留されている拘置所を訪れた。彼女自身も子どもたちと共に汚職、職権乱用、武器の不法所持などの容疑でセルビア国内で指名手配されていたが、2003年にロシアに向かい政治亡命が認められた。その後、セルビア当局は職権乱用と違法な妨害行為などの容疑で起訴し、国際刑事警察機構(ICPO)はレッドノーティスで国際手配したが、ロシア政府はセルビアへの身柄引き渡しを拒否した。2019年4月14日、亡命先のモスクワにある病院で76歳で死去。